# Liberalizarea pieței de transport feroviar din România

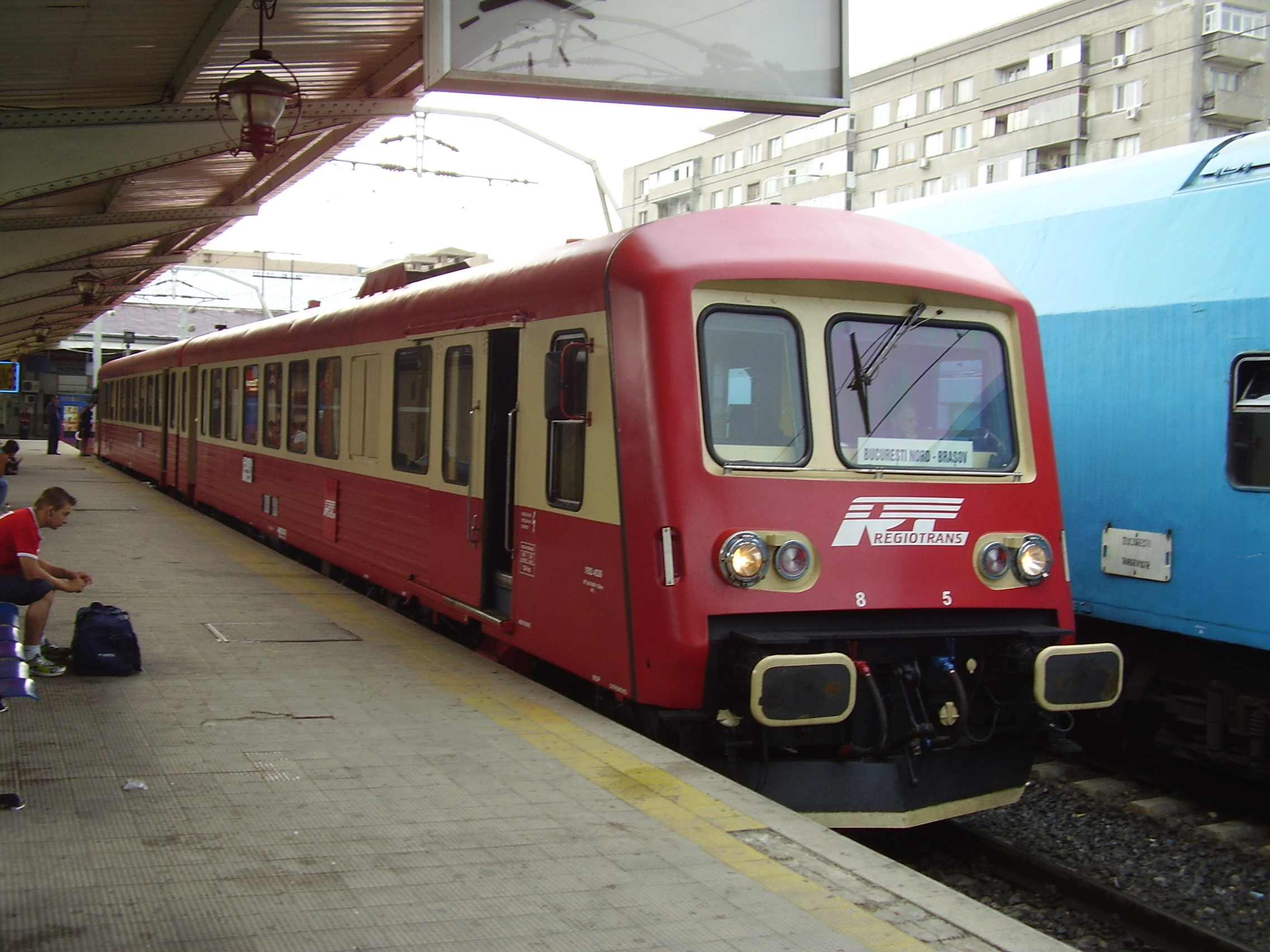
Trenul A 14777 al Regiotrans în Gara București Nord.

În urma reorganizării Societății Naționale a Căilor Ferate Romane „SNCFR” de la 1 octombrie 1998 a fost permis accesul nediscriminatoriu la infrastructura feroviară publică a tuturor operatorilor feroviari licențiați, fapt ce a dus la înființarea de operatori feroviari cu capital privat.
Conform Hotărârii de Guvern nr. 1409/2007[nefuncțională]
 (publicată în Monitorul Oficial nr. 814 din 29/11/2007), „Compania Națională de Căi Ferate CFR S.A.” poate închiria o parte din infrastructura feroviară neinteroperabilă către alte persoane juridice reprezentând operatori de transport public de călători și/sau de marfă.
CFR Călători își menține activitatea pe aceste secții numai până la data preluării acestora de către alte societăți de transport feroviar. Pe liniile neinteroperabile închiriate, CFR își poate folosi trenurile doar plătind taxa de utilizarea a infrastrucutrii către operatorii care dețin linia (pentru liniile de stat se plătește TUI la C.F.R. Infrastructură). În afară de CFR Călători există alte 3 companii care oferă servicii locale de pasageri, pe linii neinteroperabile. În transportul de marfă pe liniile principale operează 28 de companii private.
Pentru a putea opera pe liniile principale și pe cele neinteroperabile aflate încă în proprietatea staului, orice operator feroviar - de stat (C.F.R. Călători, C.F.R. Marfă etc) sau privat (Rompetrol, Regiotrans, Grup Feroviar Român etc.) - trebuie să achite o Taxă de Utilizare a Infrastructurii (TUI) către C.F.R. Infrastructură, în valoare de 9 RON/tren/km pentru trenuri de călători și 14 RON/tren/km pentru trenuri de marfă, indiferent de masa și lungimea trenului. Din cauza acestei taxe, se realizează diverse înțelegerii între unii operatori, pentru a se evita plata taxei. Astfel, pot fi întâlnite trenuri ale C.F.R. Călători tractate de locomotive ale C.F.R. Marfă sau invers ș.a.m.d..
Tarifele operatorilor privați sunt identice cu cele ale C.F.R. Călători, fiind folosite aceleași zone de taxare. Biletele se pot cumpăra din tren, sau din stații de la casele de bilete aparținând operatorilor privați.

## Secții închiriate unor operatori privați
- Linia 203: Brașov - Zărnești (27km), gestionar infrastructură: S.C. RC-CF Trans S.R.L. Operator: Regiotrans

- Linia 206: Alba Iulia - Cugir (38km), gestionar infrastructură: S.C. RC-CF Trans S.R.L. Operator: Regiotrans

- Linia 210: Alba Iulia - Zlatna (41km), gestionar infrastructură: S.C. RC-CF Trans S.R.L. Operator: Regiotrans

- Linia 215: Arad - Nădlac (52km), gestionar infrastructură: S.C. RC-CF Trans S.R.L. Operator: Regiotrans

- Linia 216: Arad - Periam - Sîmnicolau Mare - Vâlcani (81km), gestionar infrastructură: S.C. RC-CF Trans S.R.L. Operator: Regiotrans

- Linia 217a: Timișoara Nord – Periam - Satu Nou - Lovrin (46 Km), gestionar infrastructură: S.C. RC-CF Trans S.R.L. Operator: Regiotrans

- Linia 307: Blaj - Praid (113km), gestionar infrastructură: S.C. RC-CF Trans S.R.L. Operator: Regiotrans

- Linia 308: Sighișoara - Odorheiu Secuiesc (48km), gestionar infrastructură: S.C. RC-CF Trans S.R.L. Operator: Regiotrans

- Linia 314b: Holod - Vașcău (56km), gestionar infrastructură: Via Terra Spedition Operator: Regional

- Linia 316: Ciumeghiu - Holod (45km), gestionar infrastructură: Via Terra Spedition Operator: Regional

- Linia 403: Brașov - Întorsura Buzăului (36km), gestionar infrastructură: S.C. RC-CF Trans S.R.L. Operator: Regiotrans

- Linia 404: Sfântu Gheorghe - Covasna - Brețcu (66km), gestionar infrastructură: S.C. RC-CF Trans S.R.L. Operator: Regiotrans

- Linia 406a: Bistrița Nord - Bistrița Bârgăului (30 km), Gestionar Infrastructură : Via Terra Spedition Operator: Regional

- Linia 406b: Măgheruș Șieu – Lechința – Luduș (94km), gestionar infrastructură: S.C. RC-CF Trans S.R.L. Operator: Regiotrans

- Linia 907: Roșiori Nord - Costești (64km), Operator: Regiotrans

- Linia 916: Buziaș - Gătaia - Jamu Mare(56km), gestionar infrastructură: S.C. RC-CF Trans S.R.L. Operator: Regiotrans

- Linia 921: Jebel - Giera (42km), gestionar infrastructură: S.C. RC-CF Trans S.R.L. Operator: Regiotrans

- Linia 922A: Voiteni - Gătaia - Berzovia - Reșița Nord (61km), gestionar infrastructură: S.C. RC-CF Trans S.R.L. Operator: Regiotrans

- Linia 923: Berzovia - Oravița (59 km), gestionar infrastructură: S.C. RC-CF Trans S.R.L. Operator: Regiotrans

- Linia 926: Timișoara Nord – Cruceni (49km), gestionar infrastructură: S.C. RC-CF Trans S.R.L. Operator: Regiotrans